# 四宜楼
四宜楼（しぎろう）は、長野県長野市の城山にかつて存在した料亭である。春夏秋冬、四季を通じて素晴らしい景観を楽しめることを売りにしており、その名も「四宜（しぎ）」、すなわち「四つの季節すべてが宜しい」という意味から名付けられた。

## 歴史
四宜楼は、江戸時代から明治時代にかけて繁栄した料亭である。
その存在は複数の歴史的資料に記録されており、嘉永2年（1849年）の『善光寺道名所図会』や明治11年（1878年）に出版された『善光寺繁昌記』にもその様子が描かれている。

## 建物と眺望
四宜楼はその美しい景観で知られ、建物の二階からは長野盆地の風景を一望できた。嘉永2年の『善光寺道名所図会』や明治11年の『善光寺繁昌記』には、望遠鏡を使用して景色を楽しむ人々の様子が描かれている。
建物は二階建てで、周囲の景観を眺めるための絶好のロケーションに位置していた。江戸時代後期の漢詩人である大窪詩仏（1767年 - 1837年）は、この料亭を訪れ、「信中第一楼」という額を贈った。この言葉は「信州で第一の楼（建物）」という意味であり、四宜楼の評価の高さを象徴している。
『善光寺繁昌記』の口絵には、望遠鏡を手にした男性が二階の眺望を楽しむ様子が描かれている。

## 「四宜」の由来
「四宜」という名称は、「四つの季節すべてが宜しい（素晴らしい）」という意味であり、この料亭が提供する四季折々の景観の良さを端的に表現している。
「春時は霞が宜しく、夏は新緑が宜しく、秋は紅葉が宜しく、冬は晴れた日の雪が宜しくて、これが「四宜楼」と名付けた理由である」とされている。

## 資料に見る四宜楼
四宜楼に関する記述は、『地震後世俗語之種』や『善光寺繁昌記』、そして『善光寺道名所図会』など、多くの資料に残されている。これらの資料は、四宜楼がその時代における信州の観光名所であったことを裏付けている。